# Selección femenina de fútbol de Kiribati
La selección femenina de fútbol de Kiribati es el equipo representativo del país en las competiciones oficiales. Su organización está a cargo de la Asociación de Fútbol de Kiribati, miembro de la ConIFA y asociado de la OFC, por no pertenecer a la FIFA.

## Historia
Kiribati ha jugado 6 partidos internacionales hasta julio de 2019, donde anotó 2 goles y concedió 38 en los Juegos del Pacífico Sur 2003. El primer partido de Kiribati tuvo lugar en Nausori, Fiyi, el 30 de junio de 2003, cuando jugaron contra Papúa Nueva Guinea, perdiendo 13-0 en un partido de los Juegos del Pacífico Sur. El equipo nunca ganó un partido, pero estuvo muy cerca cuando perdió 2-1 ante Tonga el 7 de julio de 2003, también en los Juegos del Pacífico Sur en Fiyi. Los únicos dos goles de Kiribati en los Juegos del Pacífico de 2003 fueron anotados por Moaniti Teuea contra Tonga en el minuto 48' y contra Tahití en el décimo minuto.
El 6 de mayo de 2016, Kiribati fue formalmente aceptado como el miembro más nuevo de ConIFA (Confederación de Asociaciones de Fútbol Independientes), convirtiéndose en el primer miembro de Oceanía en unirse a la federación. A partir de julio de 2019, el equipo femenino de Kiribati no ha jugado ningún juego bajo ConIFA.

## Estadísticas

### Copa de Naciones de la OFC
| Copa de Naciones de la OFC | Copa de Naciones de la OFC | Copa de Naciones de la OFC | Copa de Naciones de la OFC | Copa de Naciones de la OFC | Copa de Naciones de la OFC | Copa de Naciones de la OFC | Copa de Naciones de la OFC | Copa de Naciones de la OFC | Copa de Naciones de la OFC |
| Año                        | Ronda                      | Pos.                       | J                          | G                          | E                          | P                          | GF                         | GC                         | DG                         |
| -------------------------- | -------------------------- | -------------------------- | -------------------------- | -------------------------- | -------------------------- | -------------------------- | -------------------------- | -------------------------- | -------------------------- |
| 1983                       | No existía la selección    | No existía la selección    | No existía la selección    | No existía la selección    | No existía la selección    | No existía la selección    | No existía la selección    | No existía la selección    | No existía la selección    |
| 1986                       | No existía la selección    | No existía la selección    | No existía la selección    | No existía la selección    | No existía la selección    | No existía la selección    | No existía la selección    | No existía la selección    | No existía la selección    |
| 1989                       | No existía la selección    | No existía la selección    | No existía la selección    | No existía la selección    | No existía la selección    | No existía la selección    | No existía la selección    | No existía la selección    | No existía la selección    |
| 1991                       | No existía la selección    | No existía la selección    | No existía la selección    | No existía la selección    | No existía la selección    | No existía la selección    | No existía la selección    | No existía la selección    | No existía la selección    |
| 1994                       | No existía la selección    | No existía la selección    | No existía la selección    | No existía la selección    | No existía la selección    | No existía la selección    | No existía la selección    | No existía la selección    | No existía la selección    |
| 1998                       | No existía la selección    | No existía la selección    | No existía la selección    | No existía la selección    | No existía la selección    | No existía la selección    | No existía la selección    | No existía la selección    | No existía la selección    |
| 2003                       | No participó               | No participó               | No participó               | No participó               | No participó               | No participó               | No participó               | No participó               | No participó               |
| 2007                       | No participó               | No participó               | No participó               | No participó               | No participó               | No participó               | No participó               | No participó               | No participó               |
| 2010                       | No participó               | No participó               | No participó               | No participó               | No participó               | No participó               | No participó               | No participó               | No participó               |
| 2014                       | No participó               | No participó               | No participó               | No participó               | No participó               | No participó               | No participó               | No participó               | No participó               |
| 2018                       | No participó               | No participó               | No participó               | No participó               | No participó               | No participó               | No participó               | No participó               | No participó               |
| 2022                       | No participó               | No participó               | No participó               | No participó               | No participó               | No participó               | No participó               | No participó               | No participó               |
| Total                      | 0/12                       | -                          | -                          | -                          | -                          | -                          | -                          | -                          | -                          |

### Juegos Olímpicos
| Juegos Olímpicos | Juegos Olímpicos        | Juegos Olímpicos        | Juegos Olímpicos        | Juegos Olímpicos        | Juegos Olímpicos        | Juegos Olímpicos        | Juegos Olímpicos        | Juegos Olímpicos        | Juegos Olímpicos        |
| Año              | Ronda                   | Pos.                    | J                       | G                       | E                       | P                       | GF                      | GC                      | DG                      |
| ---------------- | ----------------------- | ----------------------- | ----------------------- | ----------------------- | ----------------------- | ----------------------- | ----------------------- | ----------------------- | ----------------------- |
| 1996             | No existía la selección | No existía la selección | No existía la selección | No existía la selección | No existía la selección | No existía la selección | No existía la selección | No existía la selección | No existía la selección |
| 2000             | No existía la selección | No existía la selección | No existía la selección | No existía la selección | No existía la selección | No existía la selección | No existía la selección | No existía la selección | No existía la selección |
| 2004             | No participó            | No participó            | No participó            | No participó            | No participó            | No participó            | No participó            | No participó            | No participó            |
| 2008             | No participó            | No participó            | No participó            | No participó            | No participó            | No participó            | No participó            | No participó            | No participó            |
| 2012             | No participó            | No participó            | No participó            | No participó            | No participó            | No participó            | No participó            | No participó            | No participó            |
| 2016             | No participó            | No participó            | No participó            | No participó            | No participó            | No participó            | No participó            | No participó            | No participó            |
| 2020             | No participó            | No participó            | No participó            | No participó            | No participó            | No participó            | No participó            | No participó            | No participó            |
| 2024             | No participó            | No participó            | No participó            | No participó            | No participó            | No participó            | No participó            | No participó            | No participó            |
| 2028             | Por disputarse          | Por disputarse          | Por disputarse          | Por disputarse          | Por disputarse          | Por disputarse          | Por disputarse          | Por disputarse          | Por disputarse          |
| Total            | 0/9                     | -                       | -                       | -                       | -                       | -                       | -                       | -                       | -                       |

### Juegos del Pacífico
| Juegos del Pacífico | Juegos del Pacífico | Juegos del Pacífico | Juegos del Pacífico | Juegos del Pacífico | Juegos del Pacífico | Juegos del Pacífico | Juegos del Pacífico | Juegos del Pacífico | Juegos del Pacífico |
| Año                 | Ronda               | Pos.                | J                   | G                   | E                   | P                   | GF                  | GC                  | DG                  |
| ------------------- | ------------------- | ------------------- | ------------------- | ------------------- | ------------------- | ------------------- | ------------------- | ------------------- | ------------------- |
| 2003                | Séptimo lugar       | 7.°                 | 6                   | 0                   | 0                   | 6                   | 2                   | 38                  | -36                 |
| 2007                | No participó        | No participó        | No participó        | No participó        | No participó        | No participó        | No participó        | No participó        | No participó        |
| 2011                | No participó        | No participó        | No participó        | No participó        | No participó        | No participó        | No participó        | No participó        | No participó        |
| 2015                | No participó        | No participó        | No participó        | No participó        | No participó        | No participó        | No participó        | No participó        | No participó        |
| 2019                | No participó        | No participó        | No participó        | No participó        | No participó        | No participó        | No participó        | No participó        | No participó        |
| 2023                | No participó        | No participó        | No participó        | No participó        | No participó        | No participó        | No participó        | No participó        | No participó        |
| Total               | 1/6                 | 7.°                 | 6                   | 0                   | 0                   | 6                   | 2                   | 38                  | -36                 |

## Jugadoras convocadas
Equipo seleccionado para los Juegos del Pacífico de 2003.
| No. | Posición | Jugadora            | Pdos. | Goles |
| 1   | Portero  | Buwenata Atanrika   | 1     | 0     |
| 20  | Portero  | Tabwena Maeri       | 6     | 0     |
| 2   | ?        | Maritaake Kiatoa    | 6     | 0     |
| 3   | ?        | Ieriama Berenato    | 6     | 0     |
| 4   | ?        | Katiria Nonouri     | 6     | 0     |
| 5   | ?        | Kabwebwe Terakubo   | 6     | 0     |
| 6   | ?        | Susan Jimmy         | 6     | 0     |
| 7   | ?        | Kiante Taake Teiti  | 5     | 0     |
| 8   | ?        | Akee Tawita         | 5     | 0     |
| 9   | ?        | Bwatiata Takautu    | 6     | 0     |
| 10  | ?        | Moaniti Teuea       | 6     | 2     |
| 11  | ?        | Taibo Baua          | 5     | 0     |
| 12  | ?        | Tararaoi Kiaua      | 4     | 0     |
| 13  | ?        | Tokabeti Kaotintoun | 1     | 0     |
| 14  | ?        | Atere Itienang      | 3     | 0     |
| 15  | ?        | Katarina Biarongo   | 1     | 0     |
| 16  | ?        | Ekera Teata         | 0     | 0     |
| 17  | ?        | Terabia Tererebu    | 1     | 0     |
| 18  | ?        | Tokaiti Aibo        | 1     | 0     |
| 19  | ?        | Teerataake Taamoa   | 0     | 0     |
| --- | -------- | ------------------- | ----- | ----- |